# Warren Birmingham
Warren Birmingham, född den 22 augusti 1962, är en australisk landhockeyspelare.
Han tog OS-silver i herrarnas landhockeyturnering i samband med de olympiska landhockeytävlingarna 1992 i Barcelona.